# Ричардс, Роберт
Роберт Ричардс (англ. Robert Eugene Richards; 20 февраля 1926, Шампейн, Иллинойс — 26 февраля 2023, Уэйко, Техас) — американский прыгун с шестом и десятиборец, чемпион и призёр Панамериканских и Олимпийских игр, олимпийский рекордсмен.

## Спортивная карьера
На летней Олимпиаде 1948 года в Лондоне Ричардс завоевал олимпийскую бронзу с результатом 420 см, уступив финну Эркки Катая, показавшему такой же результат, по числу попыток. А чемпионом Олимпиады стал американец Гуинн Смит, преодолевший 430 см.
На следующей Олимпиаде в Хельсинки Ричардс стал чемпионом с олимпийским рекордом — 455 см. Ещё через четыре года в Мельбурне Ричардс снова поднялся на высшую ступень пьедестала, снова установив олимпийский рекорд — 456 см.
В 1951 году Ричардс был удостоен приза Джеймса Салливана как лучший спортсмен-любитель США.

## Политическая карьера
Участвовал в президентских выборах 1984 года. Ричардс представлял только что созданную Популистскую партию США. Он занял шестое место с результатом 66 324 голоса (0,07 %).

## Смерть
Роберт Ричардс скончался 26 февраля 2023 года через шесть дней после своего 97-летия.